# Earth (Computerspielreihe)
Die Spiele der Earth-Reihe gehören zum Genre der Echtzeit-Strategiespiele. Entwickler der Serie war das in Krakau ansässige polnische Programmierstudio TopWare Interactive Poland, welches sich 2001 in Reality Pump umbenannte. Die ersten beiden Teile der Serie wurden von der Firma TopWare Interactive geschaffen, der dritte Teil dagegen stammt von der nach der Insolvenz von TopWare von deren früheren Mitarbeitern gegründeten Firma Zuxxez, die seit 2011 wieder den Namen TopWare trägt.
Während der im Jahr 1997 erschienene erste Teil Earth 2140 noch im Rahmen der „Clone-&-Conquer“-Welle den Erfolgstitel Command & Conquer kopierte und nur in Nuancen verbesserte, stehen die nachfolgenden Spiele der Reihe im Ruf, sehr innovativ zu sein. Die Spiele zeichnen sich neben der jeweils zeitgemäßen Grafik, der durchdachten Steuerung und ihrer Hintergrundgeschichte ab dem im Jahr 1999 erschienenen Earth 2150 vor allem durch den sogenannten „Einheitenbaukasten“ aus. Im Gegensatz zu anderen Spielen dieser Art kann der Spieler selbst Einheiten entwerfen, indem er aus verschiedenen Arten von Modulen sich die für die jeweilige Spielsituation effektivste Einheit kreiert. Dabei kann er aus einer Vielzahl von Fahrgestellen, Waffen, Panzerungen und anderem wählen. Der Kampf wird dabei, bis auf einige Ausnahmen, zu Lande, zu Wasser und in der Luft ausgetragen.
Neben den hier im Artikel hervorgehobenen Kampagnen bietet das Spiel außerdem einen Mehrspielermodus mit Hot-Seat-Modus und seit Earth 2150 zusätzlich eine Möglichkeit, online gegen andere Spieler zu spielen. Da die Spiele lediglich die klassischen Spielmodi mit den Einheiten aus dem Einzelspielermodus enthalten, werden diese nicht gesondert behandelt (sie werden im Artikel Echtzeit-Strategiespiel besser beschrieben).

## Earth 2140
Der erste Teil der Serie erschien im Mai 1997 und bot die damals für Spiele dieser Art übliche starre isometrische 2D-Perspektive.

### Geschichte
Der erste Teil spielt im Jahr 2140. Nach mehreren verheerenden Kriegen und etlichen Umweltkatastrophen sind nur noch zwei Supermächte verblieben: Die United Civilized States (UCS), welche die Gebiete von Nord- und Südamerika, Westeuropa und Nordafrika umfassen, sowie die Eurasische Dynastie (ED), welche die Gebiete Osteuropas und des asiatischen Kontinents beherrscht. Durch die Zerstörungen, welche von den langen Kriegen herrühren, mussten beide Supermächte ihre Bevölkerung in neu errichtete unterirdische Städte evakuieren, da die Erdoberfläche nicht mehr bewohnbar ist. Australien und der überwiegende Großteil des afrikanischen Kontinents sind durch die langen Kriege und den massiven Einsatz biologischer und chemischer Waffen völlig verwüstet und entvölkert. Sie sind so schwer kontaminiert, dass weder Menschen, Roboter oder Maschinen dort existieren können bzw. einsetzbar sind. So wurde Australien und der Großteil Afrikas für auf ewige Zeit unbewohnbar erklärt und sogar von der Weltkarte entfernt, sodass nur noch wenige Menschen wissen, dass es diese Gebiete gibt. Natürliche Rohstoffe sind rar geworden. Die letzten Ressourcen werden auf der Erdoberfläche gefördert. Der Kampf um diese Rohstoffe führte zu einigen kleinen Konflikten zwischen der UCS und der ED, wobei der letzte Konflikt zu einem finalen Weltkrieg um die letzten Rohstoffe und die totale Weltherrschaft eskaliert ist.

### Spielelemente
Earth 2140 orientiert sich stark am für Spiele dieses Genres typischen Schere-Stein-Papier-Prinzip: So existieren zwar sehr starke Einheiten, doch gibt es mindestens einen gegnerischen Einheitentyp, der sich gut gegen diese Einheit einsetzen lässt.
Die Parteien unterscheiden sich dabei stark: Während die ED eher auf (im Vergleich, im späteren Spielverlauf kommen Atomwaffen hinzu) konventionelle Waffen wie bspw. Panzer, Hubschrauber oder Cyborg-Infanterie setzt, so sehen die Mechs und Gefechts-Androiden der UCS ungleich futuristischer aus.

### Erweiterungen
Earth 2140
- Mission Pack 1
- Mission Pack 2 – Final Conflict

## Earth 2150: Escape from the Blue Planet
Der zweite Teil erschien im Jahr 1999 und hatte erstmals in der Reihe eine 3D-Computergrafik, was bei Echtzeit-Strategiespielen zu dieser Zeit eine gewisse Neuerung darstellte. Neben der Grafik war außerdem die Einführung einer Untergrundebene neu, in die der Spieler Tunnel anlegen und diese mit der Oberfläche verbinden lassen konnte. Das eröffnete neue taktische Möglichkeiten und Hinterhalte, bekannt ist dieses Element aber bereits aus der Heroes-of-Might-and-Magic-Reihe.

### Geschichte
Im letzten Krieg um 2140 haben mehrere Kernwaffenexplosionen in der nördlichen Hemisphäre den Planeten aus seiner Umlaufbahn und auf direkten Kollisionskurs mit der Sonne und ökologisch zum Zusammenbruch gebracht. Das Spiel führt nun eine neue Partei ein: Die Lunar Corporation (kurz LC) ist die mit der Besiedelung und Erschließung des Mondes beauftragte Gesellschaft, die sich zu Beginn des Krieges im ersten Teil auf dem Mond verschanzt hat und den Kontakt zur Erde abgebrochen haben soll. Kleine Anekdote hierbei: Durch ein kosmisches Phänomen werden auf dem Mond fast nur weibliche Menschen geboren, was dazu führt, dass nahezu alle Einheiten und Charaktere Frauen sind. Es werden daher durchgehend die weiblichen Formen aller geschlechtsbezogenen Begriffe (wie z. B. Soldatin statt Soldat, Frau statt Mann) verwendet.
Diese und die beiden bekannten Parteien beginnen nun einen Wettstreit um Ressourcen für ein Raumschiff (ähnlich der Arche Noah), um der jeweils eigenen Bevölkerung die Flucht ins All zu ermöglichen und so den sterbenden Planeten verlassen zu können. Neu dabei ist, dass der Spieler zum einen eine Hauptbasis kontrolliert, die u. a. die Baustelle der Arche beheimatet, und zum anderen das eigentliche Missionsgebiet, in dem es vor allem darum geht, möglichst viele Rohstoffe an die Hauptbasis zu versenden und den Bau voranzutreiben.

### Spielelemente
Die Technologie der ED und UCS wurde im vorherigen Titel erklärt, neu hinzugekommen sind die Schwebefahrzeuge der LC und Tunnelbohreinheiten. ED und UCS können nun, wie eingangs erwähnt, die Karte ‚untergraben‘. Einige Missionsziele liegen ebenfalls unterirdisch versteckt; so kommt es im weiteren Spielverlauf zur Entdeckung außerirdischer Technologie in unterirdischen Bunkern.
Eine Besonderheit war eine Superwaffe der LC – das Wetterkontrollzentrum. Da das Wetter eine zentrale Rolle bei der Bewegungs- bzw. Fluggeschwindigkeit einiger Einheiten spielte, konnten diese maßgeblich durch einen herbeigerufenen Regenschauer verlangsamt oder Gebäude durch Blitzschlag beschädigt oder zerstört werden. Im späteren Spielverlauf und zunehmender Erwärmung der Erde wurden auch Meteoritenhagel möglich.

### Erweiterungen

#### Earth 2150: The Moon Project
Diese Erweiterung spielt parallel zu den Geschehnissen im Hauptprogramm und überträgt die Kämpfe auf die Oberfläche des Mondes und in die Städte der LC. Es werden die Motive und Handlungen der LC beleuchtet, doch am Spielprinzip ändert sich wenig; lediglich der Wettstreit um Ressourcen und Raumschiffbau entfällt, da dies schon im Hauptprogramm geschieht. Erwähnenswert sind die gegenüber dem Basisspiel deutlich verbesserte Balance der Einheiten in The Moon Project sowie die innovativeren Missionen.

#### Earth 2150: Lost Souls

##### Geschichte
Der letzte Teil der Earth-Saga, der auf der Erde spielt: Wieder dreht sich die Geschichte um die drei Erzrivalen ED (Eurasian Dynasty), UCS (United Civilized States) und die LC (Lunar Corporation). Diesmal steht die Zerstörung der Erde kurz bevor und die letzten Menschen, die Lost Souls (Verlorene Seelen), versuchen mit einem Raumschiff (UCS), Teleporter (LC) und riesigen Raketen (ED) von der größtenteils zerstörten Erde zu fliehen, um auf den Mars zu gelangen, wo sich schon der Rest der Menschheit angesiedelt hat. In drei Kampagnen versucht der Spieler, die drei Fraktionen zum Sieg zu führen, natürlich nicht ohne mit den anderen Zivilisationen aneinanderzugeraten.

##### Spielelemente
Die drei Fraktionen greifen in altbewährter Tradition auf verschiedene Fahrzeugarten zu. Die ED benutzt für den Kampf auf Land verschiedene Panzerarten und für den Luftkampf Hubschrauber. Für Seegefechte werden natürlich Schiffe eingesetzt, allerdings auch Amphibienfahrzeuge. Die UCS-Armee besteht zu Land aus Mechs, verschiedenen Kampfrobotern, zu See aus Schiffen und in der Luft werden Düsenjäger eingesetzt. Die Amazonenarmee der LC benötigt für Land und Wasser die gleichen Einheiten – Hovercrafts (im Spiel als Antigravitationsantrieb umgesetzt, um die Funktionsfähigkeit auf dem luftleeren Mond zu erklären). In der Luft werden Gleiter eingesetzt. Die Einheiten werden wieder modular zusammengesetzt, was einem als Spieler zahlreiche Möglichkeiten eröffnet. Wie bei Escape from the blue Planet und The Moon Project besitzt jede Fraktion ein Spezialgebäude für Massenvernichtungswaffen. Die ED vertraut hierbei auf die Atomrakete, die UCS setzt Plasmageschütze ein und die LC benutzt das Wetter durch ein spezielles Wetterkontrollzentrum als Waffe. Für die Einheiten können in Forschungsanlagen Upgrades erforscht werden, neue Waffen entwickelt und die alten Waffen verbessert werden. Außerdem werden Spezialausrüstungen erforscht, wie zum Beispiel Schutzschilde, welche bis zu ihrem Zusammenbruch Schäden durch Energiewaffen bei Gebäuden und Einheiten reduzieren. Und wem die alten Projektile und Raketen nicht reichen, der kann auch die Munition aufrüsten lassen. Außerdem werden wie bekannt wieder Tunnel eingesetzt, mit denen der Gegner aus dem Untergrund angegriffen werden kann. Die Einsätze werden wie gewohnt auf einer Weltkugel ausgewählt. Wie bei den meisten Strategiespielen muss man verschiedene Aufträge erfüllen, wobei erst ein Auftrag erfolgreich abgeschlossen werden muss, um in die nächste Mission zu gelangen.

#### Weitere Entwicklungen
Neben den beiden bereits genannten Erweiterungen programmierte das im Jahr 2001 in Reality Pump umbenannte Entwicklerstudio auf der Grundlage der Earth-2150-Engine die Spiele World War III und Heli Heroes. World War III war dabei ein Earth sehr ähnliches Echtzeit-Strategiespiel, das den fiktiven, um Erdöl ausgetragenen Dritten Weltkrieg zwischen den USA, Russland und dem Irak thematisierte. Wegen der Terroranschläge vom 11. September 2001 musste der Releasetermin um einige Monate verschoben werden. Heli Heroes dagegen erschien im Februar 2002 und stellt ein eher normales vertikal scrollendes Shoot ’em up dar.

## Earth 2160
Der dritte Teil der Serie beschreibt die Geschehnisse um die drei Parteien nach der Zerstörung der Erde und die schwierige Besiedelung des Planeten Mars. Das Spiel präsentiert sich erneut in 3D-Grafik und alle Dialoge der Hauptcharaktere sind vertont.
Auch wenn das Spiel im Vergleich zu den Vorgängern eher konventionell ausfällt, so hob die Presse doch die Ausstattung der Packung besonders hervor: Neben der Spiel-DVD und einer CD mit der Spielmusik enthält sie einen Infrarotbewegungsmelder mit Leuchtdiode (für das Spiel jedoch völlig unerheblich, wird es wahrscheinlich in die Annalen der Spielegimmicks eingehen).
Ebenfalls Aufmerksamkeit erregte die Tatsache, dass das Spiel freigeschaltet werden muss, ähnlich Valves Steam-Plattform, jedoch ist hier, im Gegensatz zu Steam, die Internetverbindung nicht unbedingt nötig, denn es gibt auch die Möglichkeit, dies über eine kostenlose Rufnummer zu erledigen.
Neu sind auch die Rohstoffe (Wasser, Metall, Kristalle). Diese erschweren das Spiel ein bisschen, denn es gibt diese Rohstoffe nur an bestimmten Stellen auf der Karte. Ohne diese kann man nicht forschen, Einheiten erstellen usw.
Jede Fraktion (außer den Aliens) beschränkt sich aber nur auf zwei Rohstoffe.

### Geschichte
In Earth 2160 geht es darum, nachdem die ED, die LC und die UCS die Erde verlassen haben, zu versuchen, auf erdnahen Planeten, Monden und Asteroiden zu siedeln. Während die LC und die ED sich gegenseitig bekämpfen, ist von der UCS nichts mehr zu sehen oder zu hören. Der Spieler spielt in vier Kampagnen die Geschichte um Major Falkner der ED und Captain Ariah von der LC, die plötzlich von einem erdähnlichen Planeten hören, der Eden heißt (nach dem biblischen Paradies benannt) und Unterschlupf für die Menschheit werden könnte. Außerdem werden plötzlich sich in Tiefschlaf befindende Aliens gefunden, die von einem Forscher erweckt und befreit werden und später versuchen die Menschen zu vernichten. In den Kampagnen spielt man zuerst auf Seiten von LC und ED, später UCS und sogar den Aliens. Anders als bisher wird die Geschichte jedoch in einer linearen Handlung erzählt, in der man auf das Ziel zuarbeitet.

### Einheiten
In Earth 2160 fehlen die Einheiten zu Wasser, Zuxxez beschränkt sich also auf Land- und Flugeinheiten. Es fehlen auch Tunnelbaueinheiten. Wie schon oben erwähnt, kann der Spieler seine eigenen Einheiten zusammensetzen. Die Hauptmodule sind jedoch immer dieselben, das gilt für die verschiedenen Fraktionen UCS, LC und ED. Mit den Aliens können keine Einheiten zusammengebaut, jedoch anderweitig produziert werden. Diese nämlich klonen und transformieren sich. Dies lässt zwar weniger Kreativität zu, beschleunigt aber das Spiel, da sich die Grundeinheiten bis ins Unendliche klonen (könnten), denn es gibt kein Einheitenlimit.

## Earth Universe
„Earth Universe“ ist eine Sammlung, die alle bis zum Jahr 2005 erschienenen Spiele der Reihe und Bonusmaterial enthält. Die Kompilation erschien in zwei Versionen, einer teureren mit einem Hologramm auf dem Cover und einem Terminplaner, sowie einer günstigeren, die stattdessen mit einem Notizblock verkauft wurde. Beide Versionen beinhalten folgende Ausstattung:
- Earth 2160 V. 1.37, SuperStorm V3.0 Mehrspieler-Mod, Earth 2160 Platinium + Titanium Map Pack
- Earth 2150 Trilogy (Escape from Blue Planet, The Moon Project, Lost Souls)
- Earth 2140 (Win Xp) incl. Add-on 1 + 2, Software development kit (Englisch) Earth-C, EarthMark (PC-Benchmark)
- Audio-CD: Best of Earth 2150 & 2160, T-Shirt, Kugelschreiber aus Metall

## Romane
- Earth Universe: 2140 – Der Letzte Krieg, Band 1 von Erin D. Caluka, Panini Verlag, November 2006, ISBN 3-8332-1385-X
- Earth Universe: 2150, Band 2 von Erin D. Caluka, Panini Verlag, Juli 2007, ISBN 3-8332-1599-2